# Leganés Central
Leganés Central – stacja metra w Madrycie, na linii 12. Znajduje się w Leganés i zlokalizowana jest pomiędzy stacjami Hospital Severo Ochoa i San Nicasio. Została otwarta 11 kwietnia 2003 roku.